# Полкски проток
Полкският проток (на тамилски: பாக்கு நீரிணை) се намира между щата Тамил Наду в южната част на Индия и Северната провинция на Шри Ланка. Той свързва Бенгалския залив на североизток с Манарския залив на Лакадивско море на югозапад. Широчината му варира от 53 до 82 km. В него се вливат няколко реки. Протокът е кръстен в чест на Робърт Полк, който е губернатор на Мадраското президентство по времето, когато Британската източноиндийска компания властва в Индия.
Една от особеностите на протока е, че вълните северно и южно от него имат големи разлики. Въпреки това, значителните вълни в региона на протока са рядкост. Средната им височина при плитчините на Адамовия мост е около 0,5 m.

## История
В началото на 20 век през протока преминава ферибот, свързващ двете страни. През 1964 г. силен циклон удря крайбрежията на протока и унищожава селището Дханушкоди, разположено на Адамовия мост. Впоследствие то не е построено наново, а фериботната връзка е прекъсната, поради избухването на гражданската война в Шри Ланка.
Плитките води и рифове на протока го правят трудно проходим за големи кораби, макар през него да могат да минават малки рибарски лодки. Големите плавателни съдове трябва да заобикалят около Шри Ланка. Поради тази причина, прокопаването на канал през протока е предложено от британските в Индия още през 1860 г. и няколко комисии са изследвали предложението. Последното от тях е от 2004 г. и засяга екологичната и техническата страна на въпроса. Въпреки това, планът среща отпор от различни религиозни кръгове.
За свързване на континенталната част на Индия с островите Памбан и Рамешварам по протежението на Адамовия мост на 24 февруари 1914 г. е открит железопътен мост. На 2 октомври 1988 г., успоредно до него е открит автомобилният мост „Анай Индира Ганди“, наричан още мостът „Памбан“, с обща дължина 2345 m и централен отвор от 115 m. Предложен е и проект за прокопаване на тунел под протока, който да свързва двете държави.